# Ne diši (2016.)
Ne diši, američki horor-napetica-kriminalistički film iz 2016. godine.

## Sažetak
Troje pljačkaša provalilo je u kuću koju su smatrali za savršenu metu. Žrtva je bogati slijepac pa je bezopasan. Od savršene pljačke ništa, jer pohlepni provalnici ne znaju da je slijepac veteran koji će s njima odigrati ubojitu igru.